# Сере (Кјети)
Сере је насеље у Италији у округу Кјети, региону Абруцо.
Према процени из 2011. у насељу је живело 138 становника. Насеље се налази на надморској висини од 502 м.